# Allos-Colmars (tổng)
Tổng Allos-Colmars là một tổng ở tỉnh Alpes-de-Haute-Provence trong vùng Provence-Alpes-Côte d'Azur.

## Hành chính
| Giai đoạn | Ủy viên         | Đảng | Tư cách              |
| --------- | --------------- | ---- | -------------------- |
| -2001     | Cèze            | SE   | ancien maire d'Allos |
| 2001-2008 | Michel Lantelme | DVG  | Thị trưởng Allos     |
| 2008-2014 | Guy Lebeaupin   | DVG  | Thị trưởng Allos     |

## Các đơn vị hành chính
Tổng Allos-Colmars gồm 6 xã với dân số 1 827 người (điều tra năm 1999, dân số không tính trùng)
| Xã              | Dân số | Mã bưu chính | Mã insee |
| --------------- | ------ | ------------ | -------- |
| Allos           | 637    | 04260        | 04006    |
| Beauvezer       | 278    | 04370        | 04025    |
| Colmars         | 378    | 04370        | 04061    |
| Thorame-Basse   | 151    | 04170        | 04218    |
| Thorame-Haute   | 174    | 04170        | 04219    |
| Villars-Colmars | 209    | 04370        | 04240    |

## Thông tin nhân khẩu
| 1962                                                     | 1968  | 1975  | 1982  | 1990  | 1999  |
| -------------------------------------------------------- | ----- | ----- | ----- | ----- | ----- |
| 1 373                                                    | 1 549 | 1 508 | 1 674 | 1 853 | 1 827 |
| Nombre retenu à partir de 1962 : dân số không tính trùng |       |       |       |       |       |